# Fritz Wunderlich
Friedrich Karl Otto (Fritz) Wunderlich (Kusel, 26 september 1930 – Heidelberg, 17 september 1966) was een Duits zanger (lyrische tenor). Hij kwam uit een onbemiddeld maar muzikaal gezin. Zijn vader Paul was cellist, kapelmeester en koordirigent. Zijn moeder Anna was violiste. Hij had een heldere stem met een bereik van ruim twee octaven.
Wunderlich studeerde van 1950 tot 1955 aan de Musikhochschule te Freiburg en direct aansluitend werd hij aangenomen door de Staatsopera van Stuttgart. Daar kwam in 1958 de opera van Frankfurt en in 1960 die van München bij.
In 1956 trouwde hij met de harpiste Eva Jungnitsch. Het echtpaar kreeg drie kinderen: Constanze (1957), Wolfgang (1959) en Barbara (1964). Het gezin woonde aanvankelijk in Stuttgart, maar verhuisde later naar München.
Wunderlich maakte grote tournees naar onder andere Berlijn, Aix-en-Provence, Buenos Aires, Edinburgh, Londen, Milaan en Venetië, waarbij hij ook jaarlijks zong op de Salzburger Festspiele, en hij had een uitgebreid operarepertoire. Hij was vooral geliefd als Mozart- en Strauss-vertolker, maar hij zong ook Bach, in het bijzonder de evangelistenpartij uit de Matthäus Passion, alsmede liederen. Hij trad op in talloze operettes, vooral met het Keulse Radio-orkest onder leiding van Franz Marszalek.
In het midden van de jaren zestig bevond Wunderlich zich op het hoogtepunt van zijn carrière en zou hij optreden in de Metropolitan Opera te New York, toen hij, kort voor zijn 36e verjaardag, van de trap viel in een jachthuis bij vrienden in Oberderdingen/Kraichgau. Hij liep daarbij een schedelbreuk op, waaraan hij de volgende dag in een ziekenhuis in Heidelberg overleed. Wunderlich werd in München, in het oude deel van het Waldfriedhof, begraven. 
Luciano Pavarotti bewonderde hem zeer en noemde hem een van de grootste tenoren uit de geschiedenis.

## Discografie
Wunderlichs discografie omvat honderden werken uit opera, operette, oratorium, liederen en amusementsmuziek.
Recente uitgaven
- 1966: Fritz Wunderlich - Schumann: Dichterliebe - cd, Deutsche Grammophon
- 2001: Fritz Wunderlich - Ein musikalisches Portrait - dubbel-cd, Laserlight Classics
- 2003: Der letzte Liederabend - cd, Deutsche Grammophon
- 2005: The Art of Fritz Wunderlich - 7 cd's, Deutsche Grammophon
- 2005: The Magic of Wunderlich - dubbel-cd en dvd, Deutsche Grammophon
- 2005: Wunderlich in Wien (orkest van de Wiener Volksoper, dirigent Robert Stolz) - cd, Polydor
- 2006: Fritz Wunderlich – Leben und Legende - dvd n.a.v. zijn 40e sterfdag, Univ. Music/DG
- 2006: Wunderlich privat - cd, Deutsche Grammophon
- 2007: Eine Weihnachtsmusik, met Fritz Wunderlich, Hermann Prey, Will Quadflieg - cd, Polydor (Universal)
- 2007: Fritz Wunderlich – Die Frühen Jahre 1956-58 - cd, Sony BMG
- 2007: Fritz Wunderlich – Sacred Arias - cd, Deutsche Grammophon
- 2007: Wunderlich populär - cd, Polydor
- 2009: Fritz Wunderlich – Und es blitzten die Sterne - cd, Deutsche Grammophon
- 2010: Der unvergessene Fritz Wunderlich - luxe-editie n.a.v. zijn 80e verjaardag, 6 cd's, 1 single, boekje van 120 pagina's, Deutsche Grammophon
- 2010: Fritz Wunderlich – A Poet among Tenors - 6 cd's, EMI
- 2010: Fritz Wunderlich – Das Beste - dubbel-cd, RCA
- 2010: Fritz Wunderlich – Eine Stimme, eine Legende - 10 cd's, Membran
- 2010: Fritz Wunderlich – Live on Stage - cd, Deutsche Grammophon
- 2010: Fritz Wunderlich singt Mozart - cd, Deutsche Grammophon
- 2016: Fritz Wunderlich – Complete Studio Recordings on Deutsche Grammophon - 32 cd's, boekje van 120 pagina's, Deutsche Grammophon
- 2016: Fritz Wunderlich – Great Singers Live - cd, BR-KLASSIK
- 2016: Fritz Wunderlich – The 50 Greatest Tracks - dubbel-cd, Deutsche Grammophon

Deelname aan opera's en oratoria
- Johann Sebastian Bach: Weihnachtsoratorium, met Fritz Wunderlich, Franz Crass, Gundula Janowitz, Christa Ludwig: Münchner Bach-Orchester, dirigent Karl Richter - 3 cd's, Archiv 1965
- Johann Sebastian Bach: Johannes-Passion, met Fritz Wunderlich, Jsef Traxel, Dietrich Fischer-Dieskau, Karl Christian Kohn, Elisabeth Grümmer, Christa Ludwig; Berliner Sinfoniker, dirigent Karl Foster - dubbel-cd, EMI 1962
- Johann Sebastian Bach: Mattheus-Passion, met Fritz Wunderlich, Elly Ameling, Herman Prey, Peter Pears, Tom Krause:  Stuttgarter  Kammerorchester, dirigent Karl Münchinger – 3 CD’s Decca 1965
- Georg Friedrich Händel: Alcina, met Fritz Wunderlich (Ruggiero), Joan Sutherland (Alcina); Kölner Rundfunkchor, Cappella Coloniensis, dirigent Ferdinand Leitner. Live-opname van de WDR van 15 mei 1959 - Deutsche Grammophon 2008
- Joseph Haydn: Die Jahreszeiten, met Fritz Wunderlich, Kieth Engen, Agnes Giebel; Südfunkchor, Radio-Sinfonieorchester Stuttgart, dirigent Hans Müller-Kray - dubbel-cd, Andromeda 2010
- Joseph Haydn: Die Schöpfung, met Gundula Janowitz, Fritz Wunderlich & Werner Krenn, Walter Berry, Dietrich Fischer-Dieskau, Christa Ludwig; Wiener Singverein, Berliner Philharmoniker, dirigent Herbert von Karajan - dubbel-cd, DGG 1966, 1968-1969
- Gustav Mahler: Das Lied von der Erde, met Christa Ludwig, Fritz Wunderlich; Philharmonia & New Philharmonia Orchestra, dirigent Otto Klemperer - cd, EMI 2010
- Wolfgang Amadeus Mozart: Die Entführung aus dem Serail, volledige opname uit 1966, met Erika Köth, Lotte Schädle, Fritz Wunderlich, Friedrich Lenz, Kurt Böhme; koor en orkest van de Bayerische Staatsoper München, dirigent Eugen Jochum - dubbel-cd, DGG
- Wolfgang Amadeus Mozart: Don Giovanni, premièreopname (Keulen 1960), met Fritz Wunderlich, Hermann Prey, Elisabeth Grümmer, Edith Mathis, Hildegard Hillebrecht, Franz Crass, Georg Stern, Hans-Georg Knoblich; Gürzenich-Orchester Kölner Philharmoniker, dirigent Wolfgang Sawallisch - 3 cd's, Deutsche Grammophon 2009
- Wolfgang Amadeus Mozart: Die Zauberflöte, volledige opname uit 1964, met Franz Crass, Roberta Peters, Evelyn Lear, Fritz Wunderlich, Dietrich Fischer-Dieskau, Lisa Otto, Friedrich Lenz e.a.; RIAS-Kammerchor, Berliner Philharmoniker, dirigent Karl Böhm - 3 cd's (+ Der Schauspieldirektor), DGG
- Wolfgang Amadeus Mozart: Zaide, volledige opname uit 1956, met Maria Stader, Fritz Wunderlich, Petre Munteanu; RSO Stuttgart, dirigent Alfons Rischner - OPERA D'ORO 2007
- Carl Orff: Ödipus der Tyrann, met Fritz Wunderlich, Gerhard Stolze, Willi Domgraf-Fassbaender, Hans Baur, Astrid Varnay, Hubert Buchta; koor van de Württembergische Staatsoper, Wiener Philharmoniker, dirigent Ferdinand Leitner - dubbel-cd, Myto 2010
- Giacomo Puccini: La Bohème (Duits), met Dietrich Fischer-Dieskau, Gottlob Frick, Anneliese Rothenberger, Ruthe Margeret Püt; Berliner Sinfoniker, dirigent Berislav - Klobucar, EMI 1963
- Franz Schmidt: Das Buch mit sieben Siegeln, met Fritz Wunderlich, Hilde Güden, Ira Malaniuk, Anton Dermota, Walter Berry; Wiener Singverein, Wiener Philharmoniker, dirigent Dimitri Mitropoulos - dubbel-cd, Andromeda en Sony 2010
- Franz Schubert: Die schöne Müllerin, Fritz Wunderlich, Hubert Giesen - cd, DGG 1966 (+ Die Forelle, Frühlingsglaube, Heidenröslein)
- Franz Schubert: Die schöne Müllerin, Fritz Wunderlich, Kurt Heinz Stolze - cd, Andromeda 2010
- Robert Schumann: Dichterliebe – Ludwig van Beethoven: Zärtliche Liebe, Adelaide, Resignation, Der Kuss – Franz Schubert: 9 Lieder – Fritz Wunderlich, Hubert Giesen – cd, Deutsche Grammophon 1966
- Richard Strauss: Daphne, met Fritz Wunderlich, Hilde Gülden, James King; Wiener Symphoniker, dirigent Karl Böhm - dubbel-cd, Deutsche Grammophon 1964
- Richard Strauss: Die schweigsame Frau, met Fritz Wunderlich, Hans Hotter, Hermann Prey, Hilde Gülden; Wiener Philharmoniker, dirigent Karl Böhm - 1959
- Richard Strauss: Die schweigsame Frau (scènes), met Fritz Wunderlich, Hans Hotter, Hermann Prey, Ingeborg Hallstein; symfonieorkest van de Bayerische Rundfunk, dirigent Heinz Wallberg - 1960
- Richard Strauss: Der Rosenkavalier, met Fritz Wunderlich, Claire Watson, Kurt Böhme, Hertha Töpper, Gerhard Stolze, Brigitte Fassbaender; Bayerisches Staatsorchester, dirigent Joseph Keilberth - 3 cd's, Orfeo 1965
- Richard Strauss: Capriccio, met Fritz Wunderlich, Paul Schöffler, Hilde Gülden, James King; Wiener Symphoniker, dirigent Karl Böhm - dubbel-cd, Deutsche Grammophon 1965
- Igor Strawinsky: Perséphone, Fritz Wunderlich en actrice Doris Schade in Stravinsky's zelden uitgevoerde lyrische melodrama - live-opname van een concert van de Hessischer Rundfunk in 1960, met Fritz Wunderlich, Doris Schade; symfonieorkest en koor van de Hessischer Rundfunk, koor van de Süddeutscher Rundfunk, Schwanheimer Kinderchor, dirigent Dean Dixon - cd, 2011
- Giuseppe Verdi: Messa da Requiem, met Maria Stader, Marga Höffgen en Gottlob Frick, dirigent Hans Müller-Kray - dubbel-cd, Deutsche Grammophon 2008
- Richard Wagner: Der fliegende Holländer, met Dietrich Fischer-Dieskau, Gottlob Frick, Marianne Schech, Sieglinde Wagner, Rudolf Schock; Staatskapelle Berlin, dirigent Franz Konwitschny - dubbel-cd, Eterna-Selection 1962
- Richard Wagner: Tannhäuser, met Hans Hopf, Dietrich Fischer Dieskau, Elisabeth Grümmer, Marianne Schech; Staatskapelle Dresden, dirigent: Franz Konwitschny - 3 cd's, EMI 1961

- Bibsys: 3027768
- Biblioteca Nacional de España: XX885559
- Bibliothèque nationale de France: cb139012974 (data)
- CiNii: DA0915245X
- Gemeinsame Normdatei: 11893869X
- International Standard Name Identifier: 0000 0001 1067 7320
- Library of Congress Control Number: n82032730
- Nationale Bibliotheek van Letland: 000068017
- MusicBrainz: 12093f1c-9a44-4f78-a9d2-1e48166c4ede
- Nationale Bibliotheek van Tsjechië: js20020128007
- Nationale bibliotheek van Australië: 35678258
- Nationale Bibliotheek van Israël: 987007445141405171
- Nationale Bibliotheek van Polen: a0000001824744
- Nationale en Universitaire bibliotheek Zagreb: 000261451
- Nederlandse Thesaurus van Auteursnamen: 073302090
- Istituto Centrale per il Catalogo Unico: BVEV271735
- SNAC: w66116hm
- Système universitaire de documentation: 087931206
- Trove: 1038760
- Virtual International Authority File: 64193478
- WorldCat: E39PBJd8bHKvVRCWFmgx4GKfMP